# رابطة الدفاع الإنجليزية

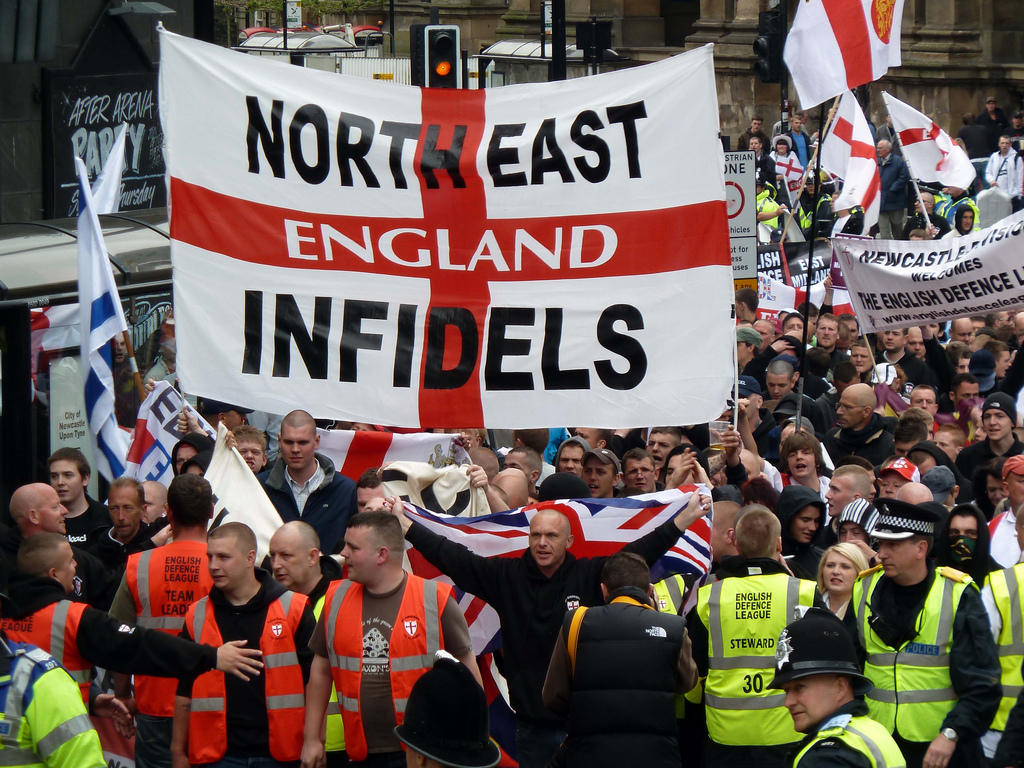
تظاهرة لرابطة الدفاع الإنجليزية.

رابطة الدفاع الإنجليزية هي حركة سياسية إنجليزية تشكلت في 27 يونيو 2009 وتصنف ضمن اليمين المتطرف من قبل معارضيها وبعض وسائل الإعلام على الرغم من أن الجماعة رسميا تنفي كونها موجهة سياسيا وتقول أنها تعارض العنصرية. والهدف المعلن من هذه الحركة هو محاربة أسلمة إنجلترا، وخصوصا التطرف الإسلامي ، بواسطة العديد من المظاهرات التي أدت إلى تعبئة عدة مئات من المتظاهرين في العديد من المدن في مختلف أنحاء البلاد منذ إنشائها بواسطة تومي روبنسون.

## النشأة
تشكلت الرابطة كرد على الاستفزازات خلال تظاهرة نظمها متطرفون إسلاميون في مارس 2009 ضد الجنود البريطانين العائدين من الحرب في أفغانستان. علاقتها بمشجعي الهوليجانز تبدو واضحة فهي تميل أيضا إلى تنظيم المظاهرات في أيام إقامة مباريات كرة القدم لضمان مشاركة أكبر عدد ممكن من أعضائها

## الاتهامات بالانتماء إلى اليمين المتطرف
مظاهرات الرابطة تتميز بحضور مكثف للشرطة وأيضا لمظاهرات مضادة من قبل أعضاء الجالية المسلمة والجماعات المناهضة للفاشية. ويتهم هؤلاء رابطة الدفاع بالعنصرية وبعلاقتها بحزب اليمين المتطرف رقم واحد في بريطانيا، الحزب الوطني البريطاني. ومع ذلك تنفي الرابطة أي علاقة رسمية مع الحزب الوطني البريطاني وزعيم هذا الحزب، نيك غريفين، أعلن في مقابلة «إنه يعتبر خطأ تنظيميا بالنسبة لأعضائنا المشاركة، أو أن يكونوا موجودين في أنشطتها».
أعلنت الرابطة عدة مرات على موقعها على الانترنت أن المنظمة لا تنوي محاربة المسلمين، بل محاربة الإسلام الأصولي الذي يريد إقامة الشريعة الإسلامية في إنجلترا.و تقول أنها تشجع الناس من جميع الألوان وجميع الأديان للانضمام إليها وأنهم عقدوا في 10 أكتوبر 2009 مؤتمرا صحفيا تم تصويره حيث أحرق العلم النازي. ونجد في بعض الأحيان في المظاهرات التي تنظمها الرابطة أعلاما إسرائيلية.
وبالإضافة إلى ذلك، خلال مظاهرة بولتون، مايو 2010، كانت شعارات المثليين جنسيا حاضرة. وتشير التقديرات إلى أن عدد أعضاء إل جي بي تي هو 1077. فالرابطة تتوقع زيادة دعمها من طرف المثليين خاصة عند تقديم اليسار "تنازلات أكثر وأكثر للتعصب والكراهية من طرف الإسلاميين" وأن اليسار قد يتخلى عن المثليين كما تخلى عن اليهود".